# Seria 159
Seria 159 – radziecki typ parowozu przeznaczonego do pracy na liniach wąskotorowych, budowany w kilku fabrykach w latach 1930–1941, w kilku różniących się parametrami odmianach. W Polsce zaliczany był do serii Px5 lub Px6.

## Historia
Parowóz serii 159 został opracowany w fabryce w Kołomnie, jako nowy standardowy typ parowozu dla potrzeb radzieckich kolei wąskotorowych, które w 1928 przyjęły typową szerokość toru 750 mm. Konstrukcja wywodziła się z pochodzącego sprzed I wojny światowej parowozu serii 86, także konstrukcji zakładów w Kołomnie. Nowy parowóz przejął cechy poprzedniego, jak możliwość pracy na dowolnym paliwie i konstrukcję półtendrzakową (oprócz tendra, parowóz posiadał niewielkie skrzynie na wodę i węgiel po bokach kotła). Część elementów była unifikowana między oboma seriami, zbliżony był też dwuosiowy tender. Główną różnicą było wprowadzenie czterech zamiast trzech osi napędnych i przegrzewacza pary.
Pierwsza partia była zbudowana w 1930. Na próbach dostrzeżono wady, jak za mała powierzchnia rusztu i słaby ciąg w palenisku, przekładający się na małą wydajność kotła, który przy dużym obciążeniu nie nadążał z produkcją pary w stosunku do zużycia. Wad tych nie zdołano całkowicie usunąć, lecz mimo to parowóz został skierowany do masowej produkcji z uwagi na zapotrzebowanie na lokomotywy. Do 1933 zbudowano ich w Kołomnie co najmniej 207. Ponadto, produkcję uruchomiono w fabrykach: Podolskiej (665 sztuk), Newskiej (27 sztuk) i Nowoczerkaskiej (92 sztuki). Parowozy budowane w innych zakładach miały dla obniżenia masy spawaną konstrukcję kotła (opracowano ją w 1932 w Kołomnie, po raz pierwszy w lokomotywie wąskotorowej). Ogółem w latach 1930–1941 wyprodukowano co najmniej 991 lokomotyw serii 159, przez co stały się podstawowymi parowozami na radzieckich kolejach przemysłowych.
Jego następcą był udany parowóz P24 Zakładów Kołomienskich, produkowany po II wojnie światowej m.in. w Polsce (jako typ Kp4) i będący najliczniejszym typem parowozu wąskotorowego na świecie.

## Eksploatacja
Podczas II wojny światowej liczne lokomotywy tego typu zostały zdobyte przez Niemców, z czego 13 lokomotyw wykorzystywali oni na ziemiach polskich (w Generalnym Gubernatorstwie). Dziewięć z nich po wojnie zostało przejętych i wyremontowanych przez Polskie Koleje Państwowe. Podczas okupacji i krótko po wojnie nosiły oryginalne oznaczenia radzieckie, następnie w 1946 roku oznaczono je na PKP jako seria Px1. W 1950 roku oznaczono je jako seria Px2 lub Px3 (lokomotywy zmodyfikowane, o większej mocy), a od 1961 roku jako seria Px5 lub Px6 (lokomotywy o większej mocy). Parowóz Px5-1614 (oznaczony jako Px4-1614) jest obecnie zachowany w skansenie w Tarnowskich Górach, a Px6-1645 w skansenie w Sochaczewie.
| Parowozy używane w Polsce | Parowozy używane w Polsce | Parowozy używane w Polsce | Parowozy używane w Polsce | Parowozy używane w Polsce | Parowozy używane w Polsce    |
| Producent Nr fabr/rok     | oznaczenia: ZSRR          | PKP 1946-1950             | 1951-1961                 | od 1961                   | los                          |
| ------------------------- | ------------------------- | ------------------------- | ------------------------- | ------------------------- | ---------------------------- |
| Nikołajewsk 359/1936      | 159-333                   | –                         | Px2-1611                  | Px5-1611                  | skasowany 20. 12. 1969       |
| Podolsk 409/1934          | 159-334                   | Px1-1581                  | Px2-1612                  | Px5-1612                  | skasowany 5. 2. 1968         |
| Podolsk 416/1931          | 159-334                   | Px1-1582                  | Px2-1613                  | Px5-1613                  | skasowany 3. 10. 1966        |
| Podolsk 426/1930          | 159-426                   | Px1-1583                  | Px2-1614                  | Px5-1614                  | 12. 10. 1972 → eksponat      |
| Podolsk?/1930             | 159-329                   | –                         | Px3-1641                  | –                         | skasowany 5. 9. 1953         |
| Podolsk 547k/1936         | 159-622                   | –                         | Px3-1642                  | –                         | 1955 → KWK Kazimierz-Juliusz |
| Podolsk 3p/1936           | 159-363                   | –                         | Px3-1643                  | Px5-1643                  | skasowany 28. 7. 1972        |
| Podolsk 88/1934           | 159-43                    | –                         | Px3-1644                  | Px5-1644                  | skasowany 29. 8. 1967        |
| Podolsk 328/1937          | 159-503                   | –                         | Px3-1645                  | Px5-1645                  | 1972 → eksponat              |

## Galeria

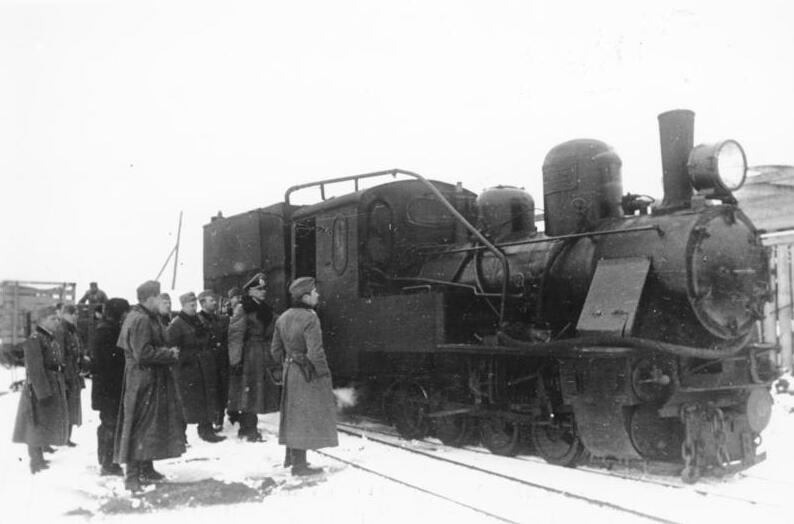
Parowóz serii 159 zdobyty przez Niemców podczas II wojny św.
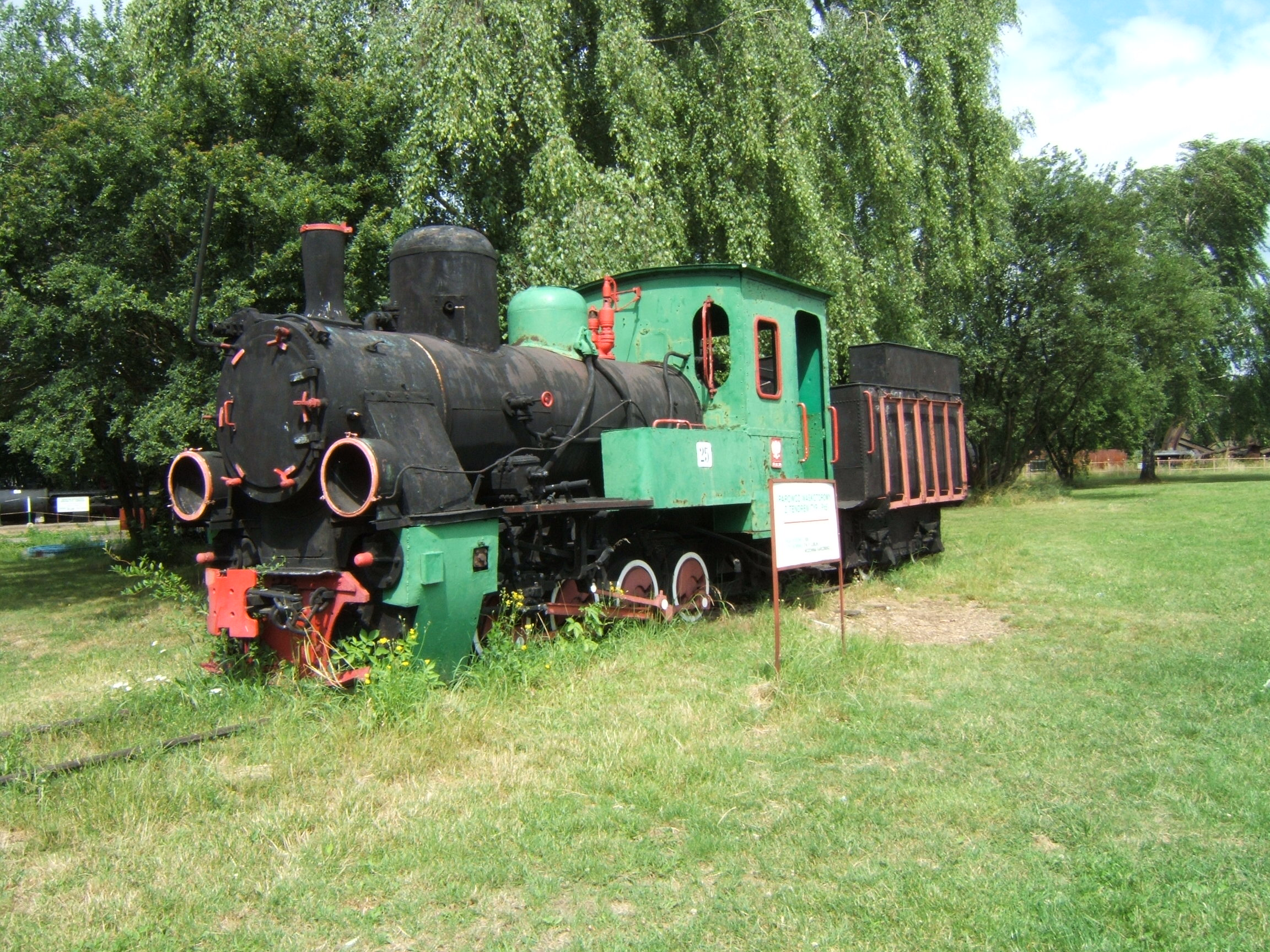
Px5-1614 (jako Px4-1614) w skansenie w Tarnowskich Górach
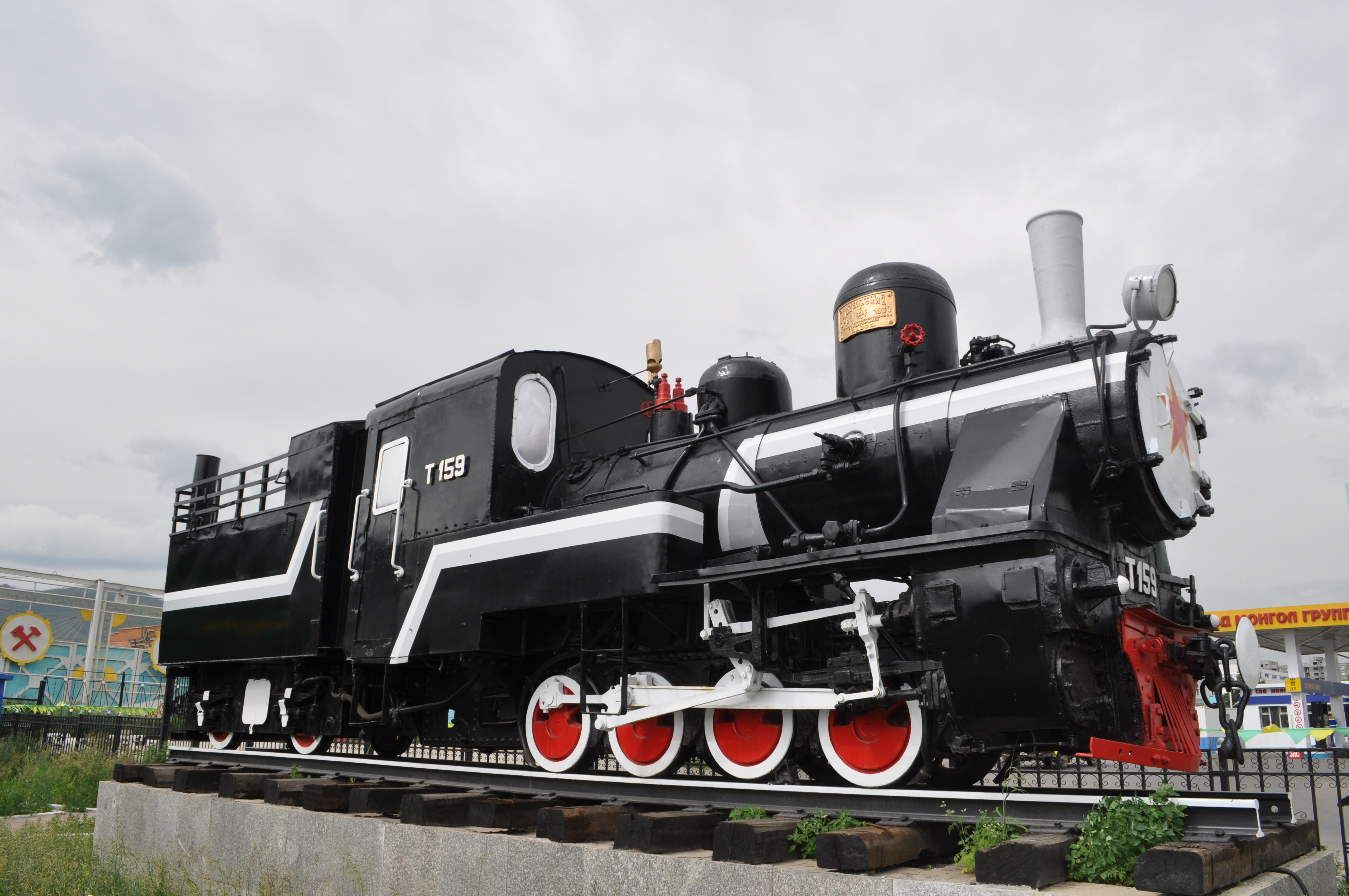
Parowóz serii 159 w Ułan Bator
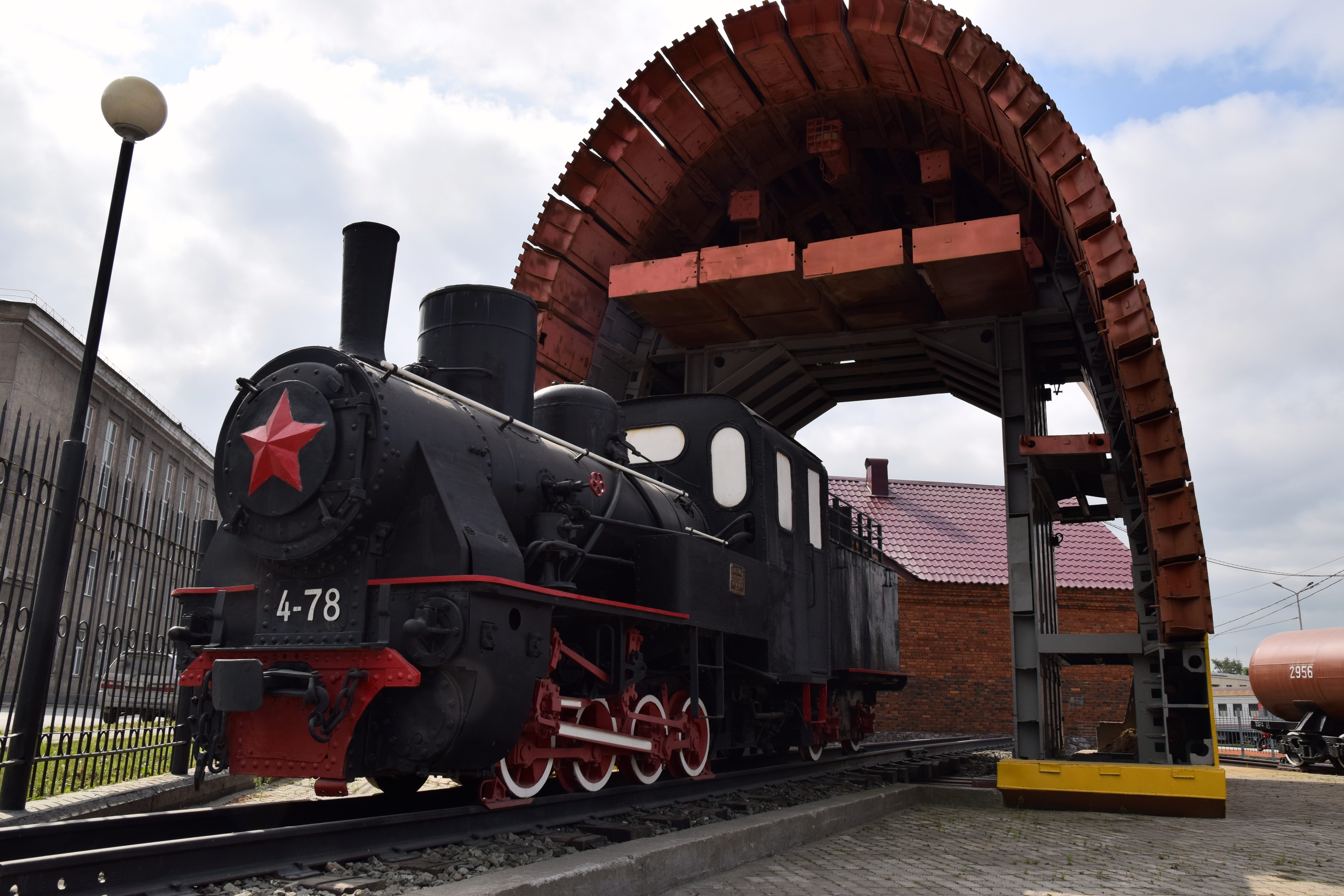
Parowóz serii 159 w Jużnosachalińsku